# O ewiges Feuer, o Ursprung der Liebe, BWV 34a

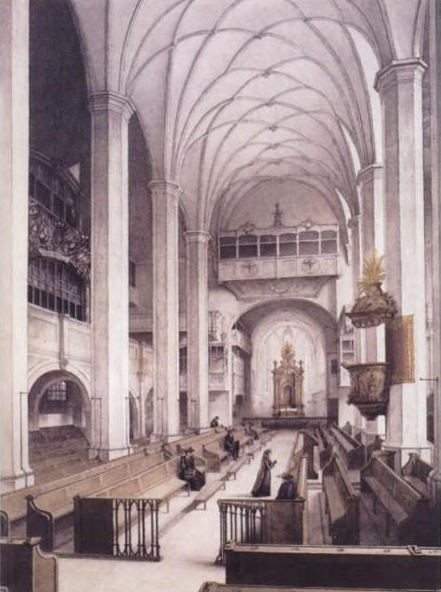
Thomaskirche, Leipzig.

O ewiges Feuer, o Ursprung der Liebe, BWV 34a (Oh eterno fuego, oh fuente del amor) es una cantata profana incompleta escrita por Johann Sebastian Bach, de la que se han conservado solamente el libretto completo y algunas partes (movimientos 2, 3 y 6).

## Historia
Bach compuso esta obra durante su estancia como Thomaskantor en Leipzig , muy probablemente en 1725 o 1726 como un encargo para una boda, y fue interpretada poco tiempo después de su composición. 

## Análisis

### Texto
Los textos son anónimos o tomados de las escrituras; concretamente los movimientos 3 y 4 ponen música a textos del Salmo 128 (Salmos 128:4-6), mientras que el texto del coral final está tomado del Libro de los Números (Números 6:24-26).
Como los números corales se han perdido, se desconoce si Bach utilizó algún tema coral como inspiración para la obra. Posteriormente Bach adaptó esta cantata para la iglesia, dando origen a la cantata BWV 34.

### Instrumentación
La obra está escrita para cuatro solistas vocales (soprano, alto, tenor y bajo) y un coro a cuatro voces (SATB); dos oboes, dos flauti traversi, timbales (tamburi), tres trompetas en re, dos violines, viola y bajo continuo.

### Estructura
Consta de siete movimientos, organizados en dos partes para ser interpretadas antes y después del sermón.
Parte 1
1. Coro: O ewiges Feuer, o Ursprung der Liebe
2. Recitativo (bajo): Wie, dass der Liebe hohe Kraft
3. Aria (tenor) y Recitativo (alto): Siehe, also wird gesegnet der Mann, der den Herren fürchtet
4. Coro: Friede über Israel

Parte 2
1. Aria (alto): Wohl euch, ihr auserwählten Schafe
2. Recitativo (soprano): Das ist vor dich, o ehrenwürdger Mann
3. Coro: Gib, höchster Gott, auch hier dem Worte Kraft

El coro inicial se basa en la imaginería del fuego eterno, representado por la cuerda. A continuación va un recitativo secco para bajo que finaliza en una cadencia imperfecta en si menor. El tercer movimiento sólo existe en formas reconstruidas; probablemente comenzaba con la cuerda y el continuo. Su estructura alterna curiosamente entre episodios de aria y recitativo. El coro apela a la paz.
La segunda parte se abre con un aria para alto que también aparece en la cantata BWV 34. Incluye un acompañamiento de flauta y violín apagado en octavas. Un breve recitativo secco de soprano conduce a un coro final del que solamente se conservan las partes de soprano y bajo. En consecuencia, no está claro qué papel jugarían las otras voces en el movimiento.

## Discografía selecta
De esta pieza se han realizado una serie de grabaciones entre las que destacan las siguientes.
- 1999 – Edition Bachakademie Vol. 140: Sacred Vocal Works / Magnificat BWV 243a. Helmuth Rilling, Gächinger Kantorei, Bach-Collegium Stuttgart (Hänssler)